# Kurozwęki

dawny herb miasta Kurozwęki

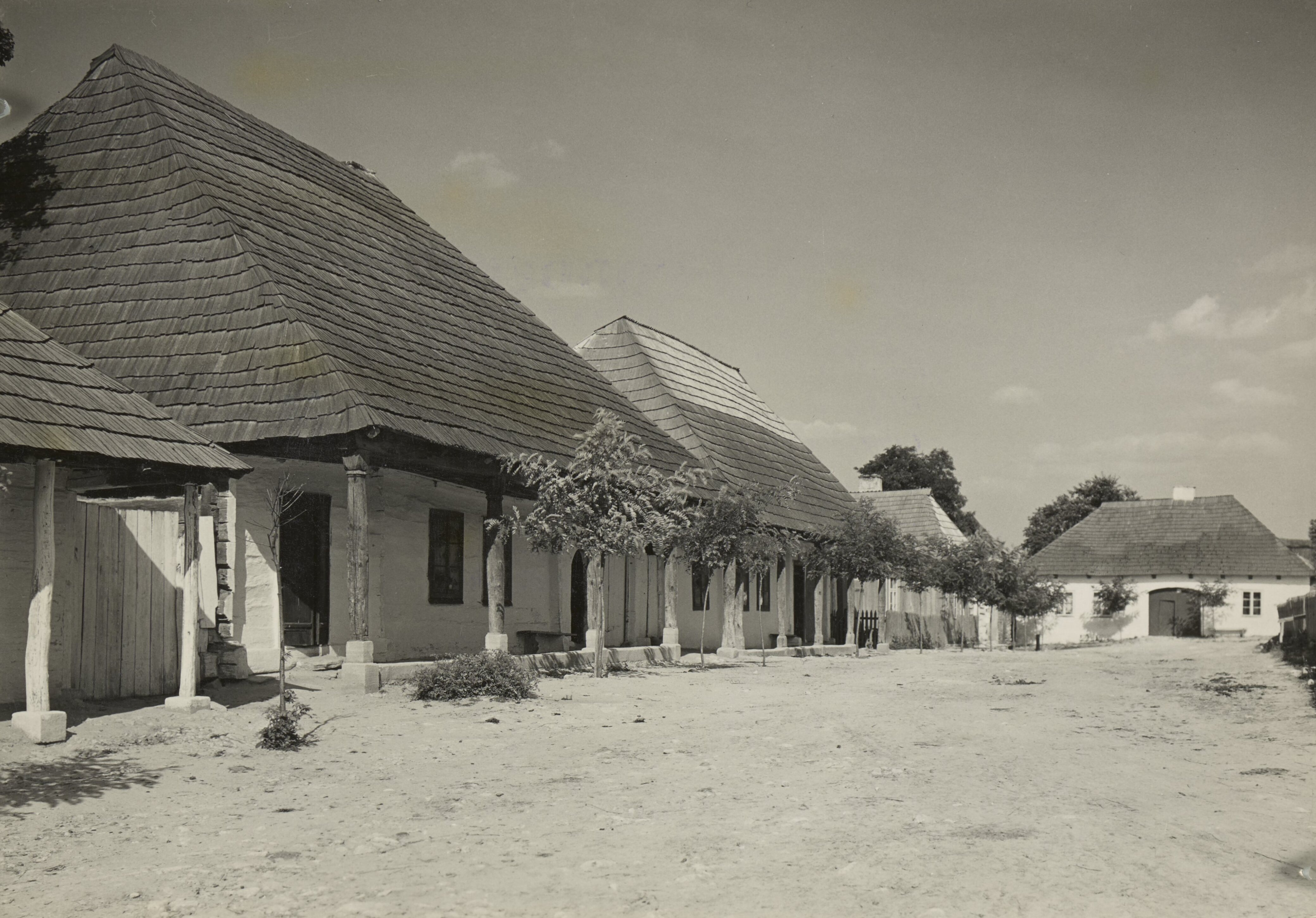
Rynek w Kurozwękach około 1936

Kurozwęki, dawnej także Kurolęki – wieś w Polsce położona w województwie świętokrzyskim, w powiecie staszowskim, w gminie miejsko-wiejskiej Staszów. Prywatne miasto szlacheckie lokowane w 1400 roku, w drugiej połowie XVI wieku położone było w powiecie wiślickim w województwie sandomierskim. Kurozwęki były miastem do 1870 roku.
Miejscowość leży w obrębie Pogórza Szydłowskiego nad rzeką Czarną Staszowską, 7 km na północny zachód od Staszowa.
Przez wieś przechodzi zielony szlak turystyczny z Chańczy do Pielaszowa.
W Kurozwękach działał PGR – Państwowa Stadnina Koni Kurozwęki. W 1993 po przekształceniu jako Stadnina Koni Kurozwęki, w 1994 jako Stadnina Koni Skarbu Państwa Kurozwęki. Obecnie działa jako Stadnina Koni Sp. z o.o.
| SIMC    | Nazwa    | Rodzaj      |
| ------- | -------- | ----------- |
| 1019378 | Dąbrówka | osada leśna |
| 1019467 | Radzików | przysiółek  |

## Historia
Pierwsze wzmianki o Kurozwękach pochodzą z XIII w. Około drugiej połowy XIV w. Dobiesław z Kurozwęk wybudował drewniano-murowany zamek, siedzibę rodu Kurozwęckich. Początkowo miał on charakter obronny, był jednym z pierwszych murowanych zamków rycerskich w Polsce. Zamek później wielokrotnie przebudowywano, aż osiągnął obecną formę. Według miejscowej tradycji założycielem Kurozwęk miał być czeski rycerz Poraj Sławnikowic, brat św. Wojciecha.
Od co najmniej XV w. Kurozwęki posiadały prawa miejskie. Dokładna data nadania praw nie jest znana. Przyjmuje się, że nastąpiło to przed 1400. Miasto było własnością Kurozwęckich, a później Lanckorońskich, Sołtyków i Popielów. Na przełomie XVII i XVIII w. było ośrodkiem kalwinizmu. Lanckorońscy na jakiś czas zamienili miejscowy kościół na zbór braci polskich.
W 1870 Kurozwęki utraciły prawa miejskie. Do 1954 siedziba gminy Kurozwęki. W latach 1954–1972 wieś należała i była siedzibą władz gromady Kurozwęki. W latach 1975–1998 miejscowość położona była w województwie tarnobrzeskim.
Pałac w Kurozwękach wraz z otaczającymi go gruntami powrócił do swych prawowitych właścicieli – rodu Popielów herbu Sulima. Obecny właściciel pałacu, najmłodszy z rodu Popielów mieszka w dawnym budynku gospodarczym obok pałacu.
| Nazwa wsi            | Nazwy części wsi                      | Nazwy obiektów fizjograficznych – charakter obiektu |
| -------------------- | ------------------------------------- | --- |
| I. Gromada KUROZWĘKI |                                       | |
| 1. Kurozwęki         | 1. Mokre 2. Łąki 3. Rynek 4. Wydymacz | 1. Bukowiec – pole 2. Góry – pole 3. Kopaniny – pole 4. Księże Pole – pole 5. Łąki – pole, łąka 6. Modrzewie – las 7. Nowiny – pole, krzaki, las 8. Ogrody – pole 9. Ogród – ogród 10. Pod Jabłonicą – pole 11. Półanki – pole 12. Przymiarki – pole 13. Staw – pole 14. Stawki – łąka, nieużytki 15. Sachy – pole 16. Topoliny – pole 17. Wydymacz – las, staw 18. Za Cmentarzem – pole 19. Za Florianem – pole 20. Za Kierkutem – pole 21. Zagumnie – pole |

W 2011 w ogrodzie szkolnym w Kurozwękach odsłonięto Dąb Pamięci ku czci posterunkowego Stefana Müllera, zamordowanego w 1940 przez NKWD w Twerze (wówczas Kalininie).

## Zabytki
- Zespół pałacowy (nr rej.: A.880/1-7 z 7.10.1946, z 20.12.1957, z 8.02.1958, z 15.04.1967 i z 14.06.1977):
  - pałac, wzniesiony w drugiej połowie XIV w., w XVII w. przebudowany na pałac, w drugiej poł. XVIII w. podany kolejnemu remontowi. W półkolistym frontonie kartusze z herbem Anny z Rawiczów Dembińskiej, wdowy po Stanisławie  Lanckorońskim i herbem jej męża gen. Macieja Sołtyka, za którego wyszła w 1752[14]
  - pawilon wschodni z 1770,
  - pawilon zachodni z 1770, przebudowany po 1980,
  - budynek administracji z 1 poł. XIX w.,
  - brama wjazdowa z 1770,
  - park założony w XVIII w., przebudowywany w latach 1811–1820 oraz 1859–1873,
  - spichlerz z początku XIX w.
- Kościół cmentarny, filialny pw. św. Rocha z XVIII w., przebudowany w 1919 (nr rej. A.877/1-2 z 8.02.1958, z 28.10.1971 i z 14.06.1977).
  - ogrodzenie cmentarza z bramką.
- Zespół klasztorny kanoników regularnych, wznoszony od ok. 1470 do XVII w., przebudowany w XIX w. (nr rej.: A.875/1-5 z 16.10.1956, z 15.04.1967 i z 14.06.1977):
  - kościół parafialny pw. Wniebowzięcia NMP,
  - ogrodzenie cmentarza kościelnego z dwoma bramkami.
  - klasztor, obecnie zakład „Caritas”,
- Cmentarz parafialny z XIX w., ze starymi drzewami (nr rej.: A.879 z 18.10.1989).

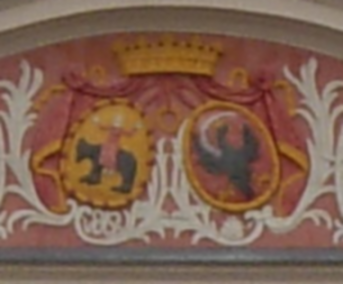
Herb Anny Dembińskiej i Macieja Sołtyka
Herb Anny Dembińskiej
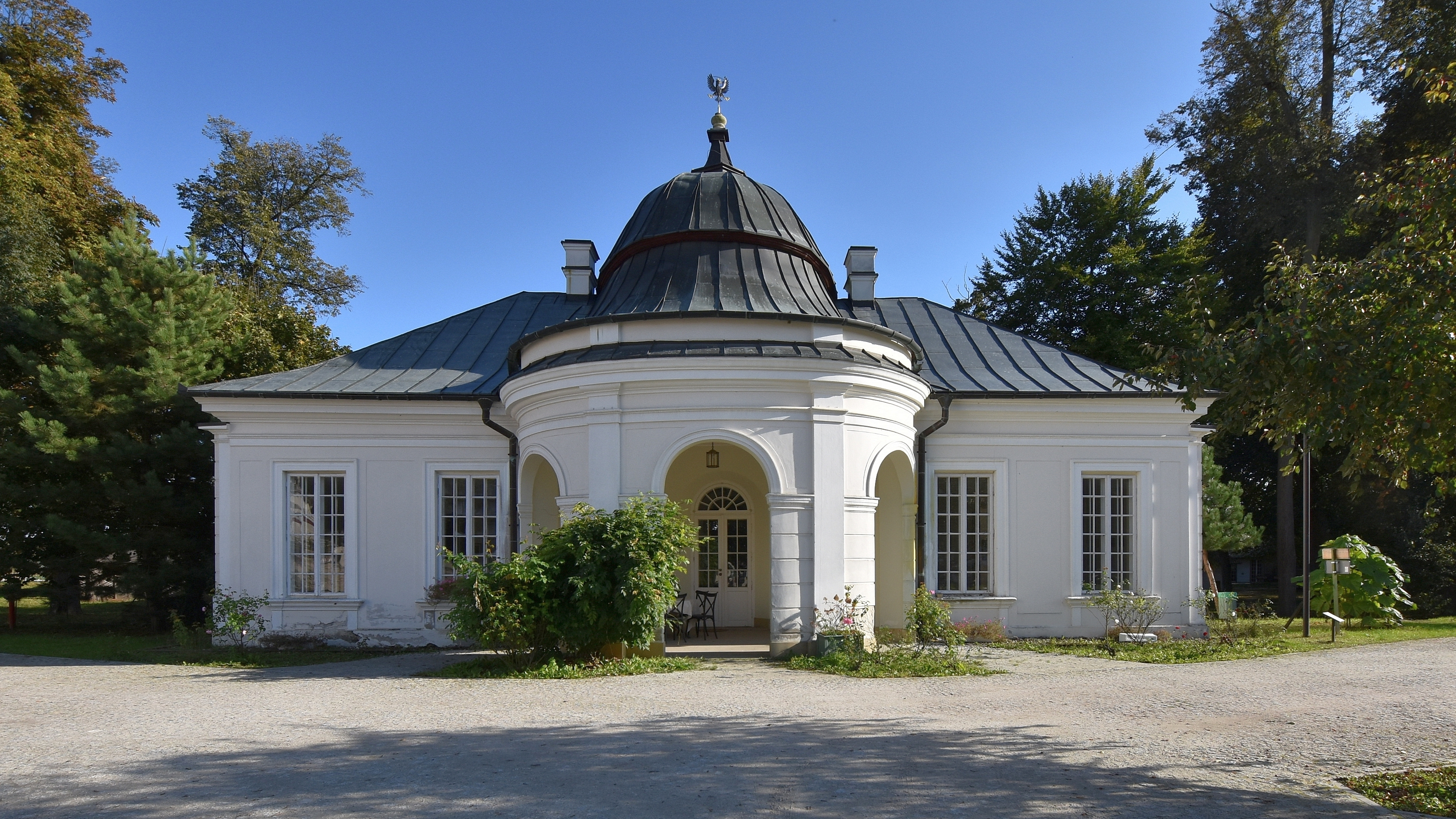
Pałac, pawilon wschodni
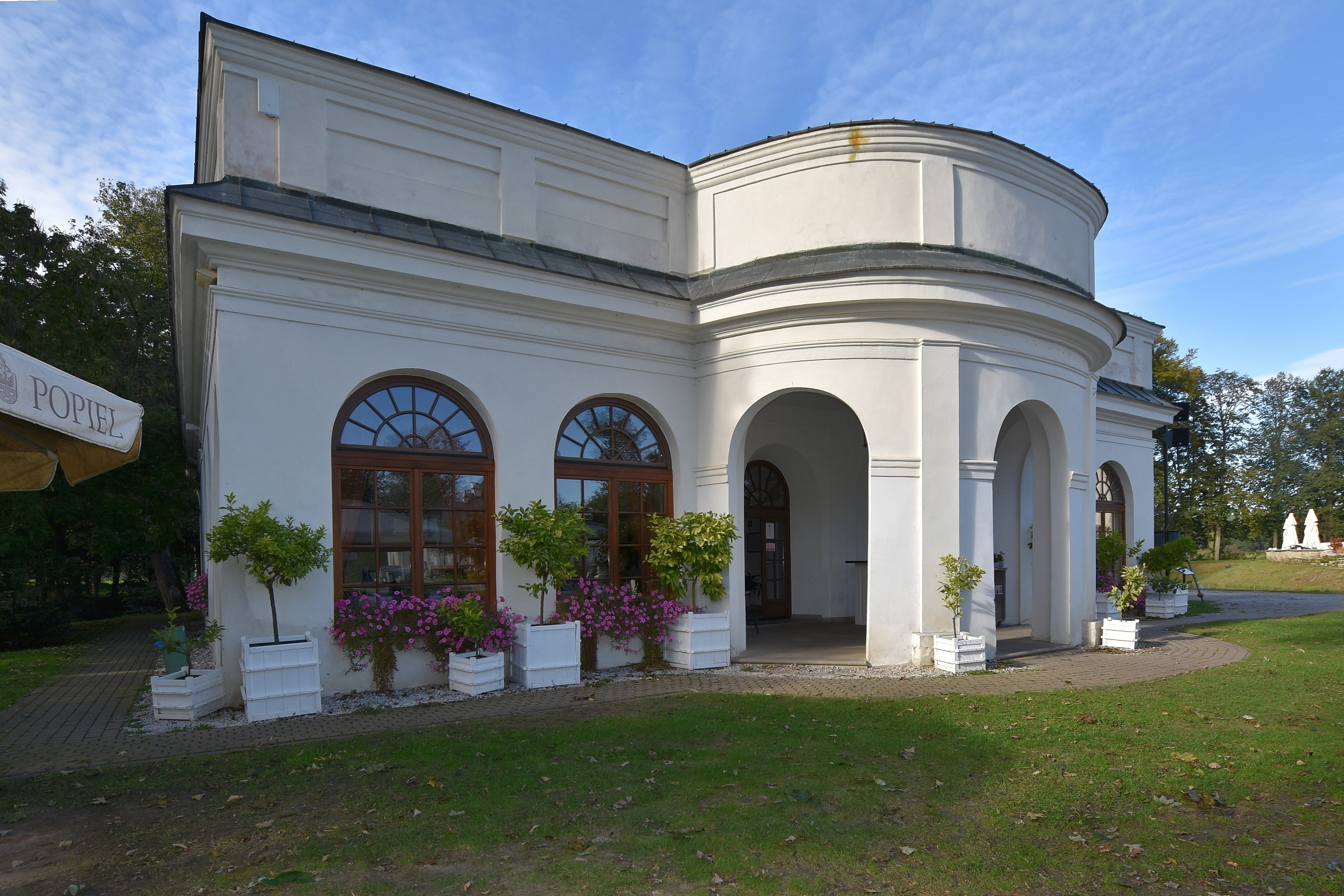
Pałac, pawilon zachodni
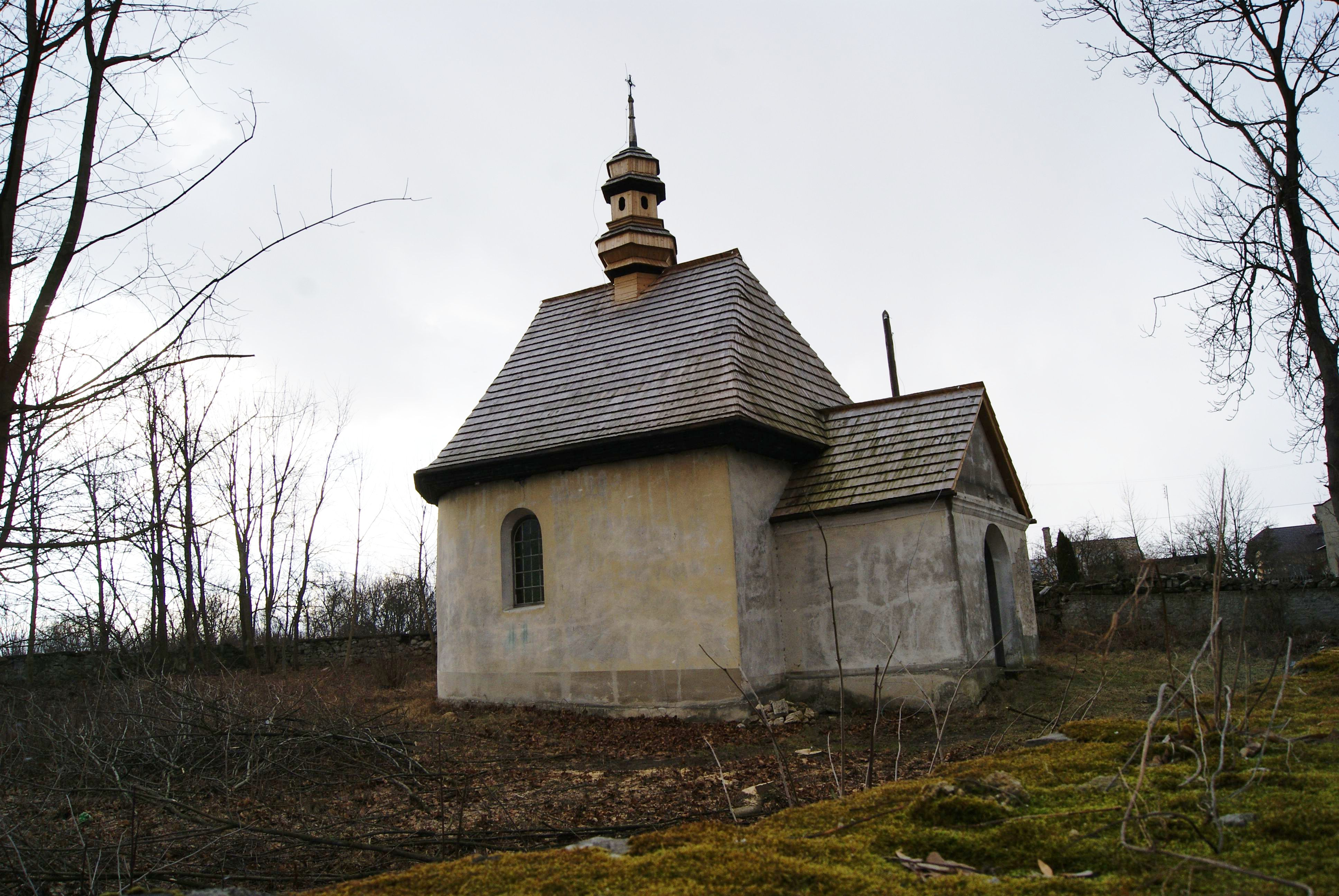
Kościół św. Rocha
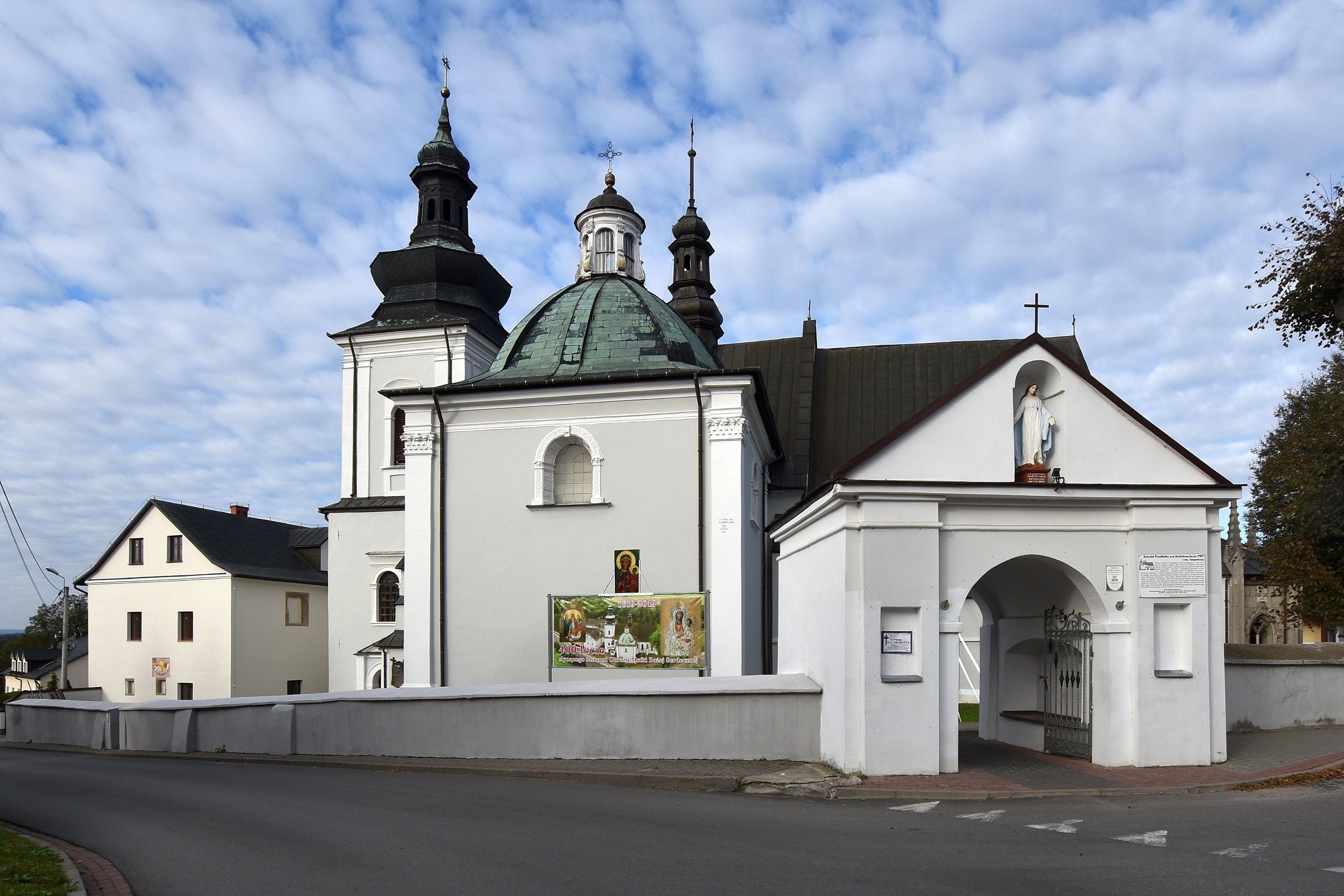
Kościół pw. Wniebowzięcia NMP
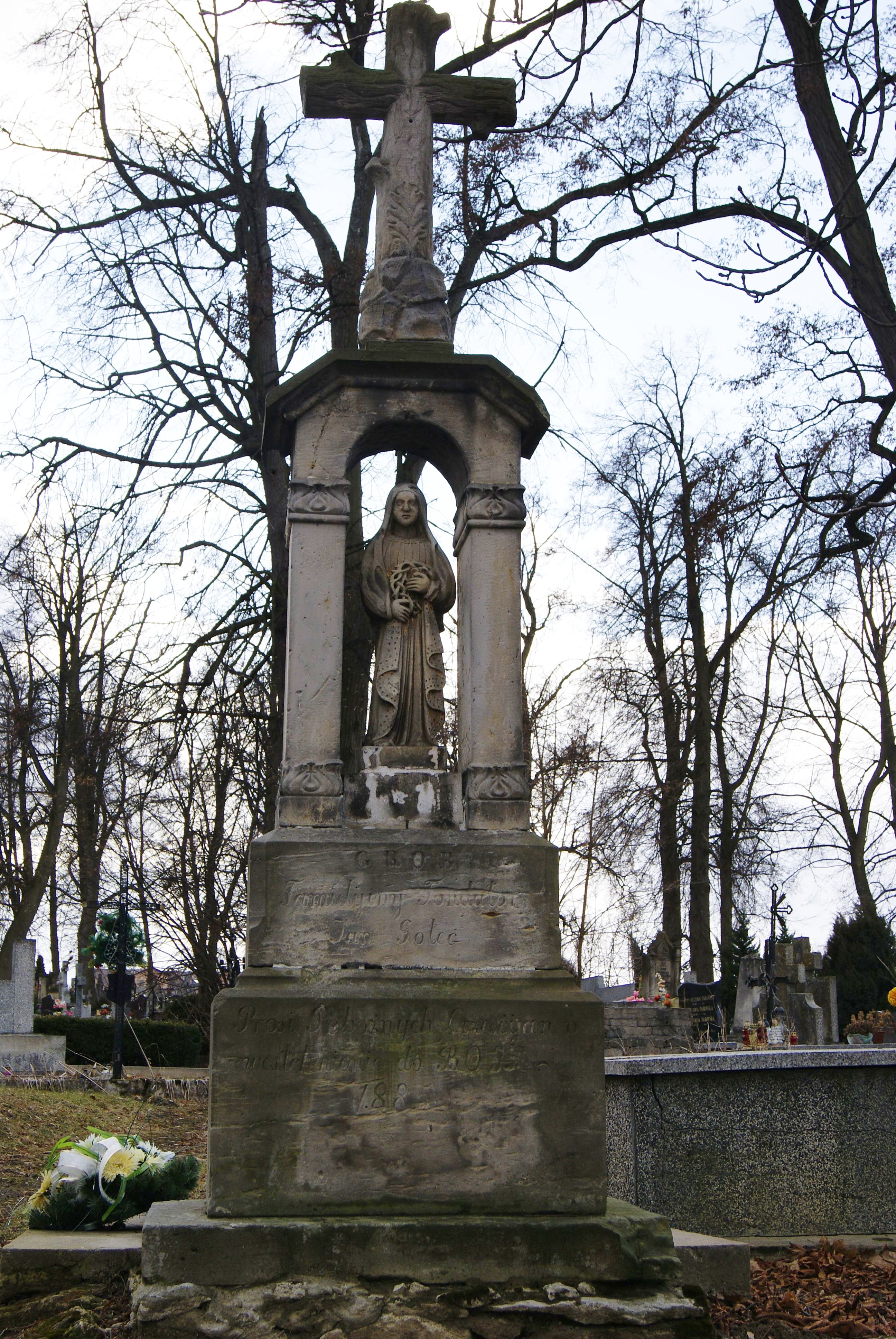
Cmentarz parafialny

## Inne obiekty

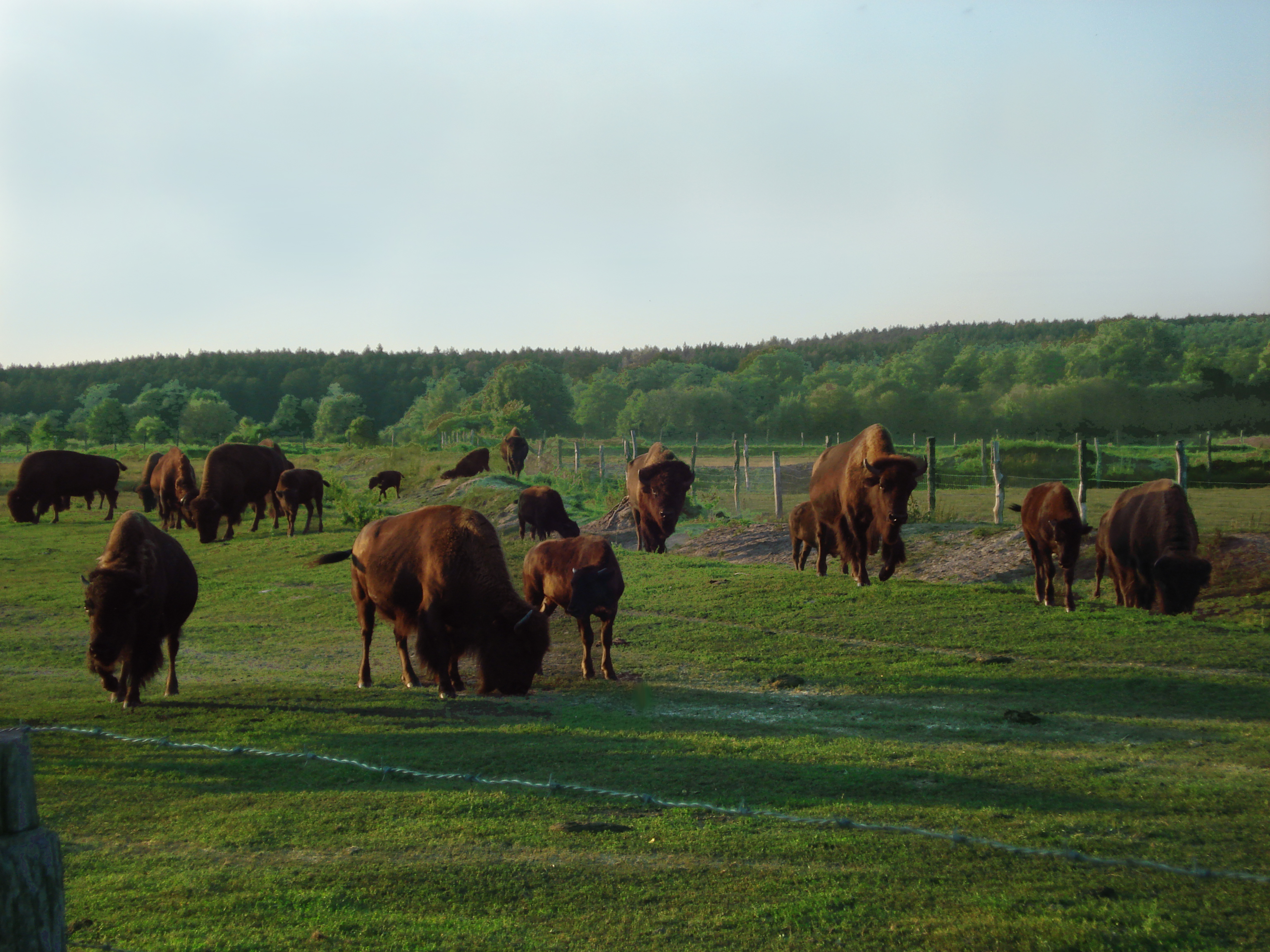
Bizony amerykańskie z hodowli w Kurozwękach

- stadnina koni arabskich i hodowla bizonów amerykańskich
- trzy drzewa – pomniki przyrody
- labirynt w kukurydzy
- mini zoo

## Kurozwęki w kulturze

### w literaturze
- Stefan Żeromski w „Dziennikach” opisał Kurozwęki (2 sierpnia 1888):

Na górze stromej i skalistej rozłożyło się miasteczko, jedno z tych, jakie Bóg wie za co noszą miano miasteczek. Kilkadziesiąt chat zbudowanych w czworokąt, chat nie włościańskich, gdyż mają staromieszczańskie portyki o oryginalnie (...) rzeźbionych słupach, studnia pośrodku rynku, bożnica, kościół i klasztor szarytek. Wójt, pan pisarz, ksiądz, nauczyciel – oto wielki świat Kurozwęk. Zstępując z góry – dopiero widzisz ogrody i gąszcze olbrzymich drzew, a wśród nich oblany dookoła wodą pałac

- Stefan Żeromski w Popiołach (rozdz. „Dworzanin”) opisał pałac w Kurozwękach jako pałac w Grudnie, siedziba księcia Gintułta:

Pałac grudzieński leżał w głębi starego parku. W końcu siedemnastego stulecia jeden z książąt Gintułtów założył był tę siedzibę na wzór francuski. Z biegiem lat rozrost wielkich drzew zniszczył dawną symetrię ogrodu, a tu i owdzie gaje młodej leszczyny wtargnęły nawet w ulice, gracowane niegdyś z pilnością. Pałac, przebudowany na fundamentach starego zamczyska, otaczały zbiorniki spleśniałej wody. Mury jego były kilkułokciowej grubości, szczególnie na dole, gdzie pozostały izby sklepione jak w więzieniu i okna zakratowane. Grube, ukośne szkarpy, niby potworne nogi, grzęzły w podstępnych wodach starej, głębokiej; obmurowanej fosy. Piętro dopiero, z korynckimi kolumnami i architrawem ozdobionym sztukateriami, było dziełem czasów nowszych. W chwili kiedy Rafał zobaczył pierwszy raz ten dumny pałac, ściany były mocno zdrapane, figury otłuczone, kolumny czarne i ogołocone jak słupy wiorstowe. W głębi parku kryły się tu i owdzie między drzewami murowane i drewniane domki, ozdobne i kształtne. Jeden z takich marszałek przeznaczył młodemu samotnikowi na mieszkanie. Była to chatka o jednej izbie, z wejściem w stylu gotyckim i oknem jak w kaplicy. Nade drzwiami stało w niszy popiersie Wenus z zielonymi oczodołami i utrąconym nosem, osłaniającej wstydliwie łono zapleśniałe i mchem wilgotnym porosłe. Tuż ciągnęła w gąszcze szeroka, błotnista droga. Nad dziwnym domkiem wznosiły się sokory, lipy, a za oknem zwieszała aż do ziemi gałęzie przecudna, wyniosła brzoza. Wprost z tegoż okna widać było głęboką aleję, która dokądś, jakby w ziemię, zanurzała się i kryła.

### w filmie
- Pałac i miejscowe plenery posłużyły za plan filmowy przy realizacji 65. odcinka serialu „Ojciec Mateusz”, zatytułowanego  Taka spokojna niedziela. Zdjęcia realizowano w grudniu 2010.

- W 1974 powstał film dokumentalny „Sen o Kurozwękach”, reżyserem i autorem scenariusza był Stanisław Janicki[15].